# Tserija
Tserija (bulgariska: Церия) är ett berg i Bulgarien.   Det ligger i regionen Sofijska oblast, i den västra delen av landet, 26 km norr om huvudstaden Sofia. Toppen på Tserija är 1 169 meter över havet, eller 34 meter över den omgivande terrängen. Bredden vid basen är 0,51 km.
Terrängen runt Tserija är huvudsakligen kuperad. Närmaste större samhälle är Svoge, 6,0 km nordost om Tserija.
I omgivningarna runt Tserija växer i huvudsak blandskog. Runt Tserija är det tätbefolkat, med 790 invånare per kvadratkilometer.